# Tiggarranunkel
Tiggarranunkel (Ranunculus sceleratus) är en art i familjen ranunkelväxter. 
Den är en ettårig ört och kallas även "vattensmörblomma", eftersom den inte trivs på torr mark, utan endast i stillastående vatten med dy, vid kanten av dammar och vattengropar, i avloppsdiken och liknande. Örtståndet är kalt och ljusgrönt, mjukt och saftigt. Stjälken är pipig. Blomningen är mycket rik och varar hela sommaren till in på hösten, i förening med stark förgrening. Kronbladen är mycket mindre men fruktsamlingen större och rikare än hos andra ranunkler i Norden. Kronbladens honungsgrop saknar täckfjäll.
Växtens svenska namn och det vetenskapliga (av ordet scelus, brott) syftar på att tiggare använde denna växt för att skapa sår på kroppen för att på så sätt väcka människors medlidande. Saften av flera arter Ranunculus är hudirriterande och tiggarranunkel är allra värst .

## Synonymer

### Svenska synonymer
- Blåsranunkel, som kommer av att dess skarpa saft inom en timmes tid ger upp blåsor på människans hud och därigenom åstadkommer svårläkta sår.
- Vattensmörblomma.

### Vetenskapliga synonymer
Batrachium sceleratum (L.) Th.Fr. ex A.Pihl
Hecatonia palustris Lour.
Hecatonia scelerata (L.) Fourr.
Ranunculus apiifolius St.-Lag.
Ranunculus apiophyllus St.-Lag. nom. illeg.
Ranunculus sceleratus var. anfrayi Corb.
Ranunculus sceleratus var. minimus DC.
Ranunculus sceleratus var. umbellatus DC.